# イトメン
イトメン株式会社（英称：ITOMEN CO., LTD.）は、兵庫県たつの市に本社を置く、インスタントラーメンを中心にそうめん・ひやむぎなどの食品の製造販売をおこなう企業である。1945年創業。

## 概要
創業者の伊藤勇が、戦後間もない1945年（昭和20年）12月2日に龍野で製粉業を起こす。元々はそうめん・ひやむぎなどの乾麺を製造していたが、1958年（昭和33年）に「トンボラーメン」（当時はインスタントラーメンで世界で1番目に登場した日清食品のチキンラーメンに次いで2番目。現在は製造されていない）を発売してからは、インスタントラーメンの製造が中心となる。中でも1963年（昭和38年）に発売されたチャンポンめんは、発売から60年目を迎えた現在（2023年）でも売れ続けているロングセラーである。1972年には日清食品のカップヌードルに次いで日本で2番目のカップ麺となる「カップジョイ（のちにカップジョリックに改名）」（終売）を発売している。一定程度の知名度を有するが、販売圏は富山県以西の京都府、大阪府の一部の地域を除く西日本地域、九州では鹿児島県と極端な偏りがある。かなり以前には関東地方にも工場があったが、すでに撤退している。
「チャンポンめん」の麺は、塩を使わない無塩製麺で、長崎ちゃんぽんというより、愛媛のちゃんぽんや関東のタンメンのようなあっさりした味であり、また、スープ袋とは別に乾燥エビと椎茸の袋があり、その独特の風味と香りが特徴となっている。このエビと椎茸を、麺を煮るときに最初から入れるか、出来上がってから入れるかでも違った味わいを得ることができる。
ラーメンの袋等に描かれているキャラクター「とびっこ」は、たつの市のシンボルでもある「赤とんぼ」をイメージしたものである。
。2013年に新キャラクター募集が行われ、アカネちゃんにスイッチ。ハエと間違われることも無くなった。。

## 営業所
- 名古屋支店（愛知県名古屋市）
- 岡山営業所（岡山県岡山市）
- 広島営業所（広島県広島市、広島県尾道市）
- 北陸営業所（石川県金沢市）
- 四国営業所（香川県高松市、愛媛県伊予市、徳島県板野郡）
- 鹿児島営業所（鹿児島県鹿児島市）

## 沿革
- 1945年（昭和20年） - 農林省委託加工工場として製粉業開始。
- 1950年（昭和25年） - 改組し、伊藤製粉製麺株式会社を設立。
- 1963年（昭和38年） - 「チャンポンめん」発売。
- 1968年（昭和43年） - 社名をイトメン株式会社に変更。

## 主な商品

### 販売中の商品
- チャンポンめん - 同社の看板商品。1963年に発売され50年以上販売され続けているロングセラー。
- 二八そば
- 山菜そば
- 播州らーめん - これも同社では有名な商品。赤い袋に入っているのが特徴。2021年2月１日より「あまくち醬油らーめん」にリニューアルしている。
- 月の輪
- カクイシリーズ
- むらさきの舞 - 2003年全国中小企業団体中央会会長賞受賞。
- 揖保の峰
- 麵龍手延べラーメン
- オールインワン（タヒチ限定商品[2]）
- 蟹王麺（香港限定商品[2]）

### 製造終了した商品
- トンボラーメン
- ヤンマーラーメン
- カップジョイ
- カップジョリック
- わかめラーメン - 2008年12月に製造終了。
- 麦華撰
- カップしょうがスープ味ラーメン

## 「ヤンマーラーメン」訴訟

### 訴訟内容
1962年頃にインスタントラーメン商品に「ヤンマーラーメン」「やんまラーメン」「ヤンマーのざるそば」「ヤンマーの焼そば」といった名称を付けて発売を開始した。これはトンボの種類である「ヤンマ」をもじってつけられた。それまで、同社の本社所在地である兵庫県たつの市が、童謡「赤とんぼ」の作詞者として知られる三木露風の生誕の地であることから、トンボを商標として「トンボラーメン」などを販売していたが、別の会社により「穀物澱粉等」を対象として「トンボ」の商標が登録済であることがわかり、紛争を避けるためにすでに消費者に知られていたトンボのイメージを残す名称として考案されたものである。イトメンは販売に先立って1961年に麺類を対象として「ヤンマー」の商標登録を出願した。これに対してヤンマーディーゼル（本社所在地：大阪市北区、イトメンよりも先に「ヤンマー」の語を商標として登録）はイトメンの商標出願後、特許庁に異議を申し立てたが特許庁側は理由がないとして却下、1964年にイトメンによる「ヤンマー」の商標が登録された。このため、ヤンマーディーゼルは消費者が混同して営業上の利益を害されるおそれがあることを理由に、「ヤンマー」の語の表示差し止めの仮処分を求めて1965年に神戸地方裁判所姫路支部に提訴した。神戸地裁姫路支部は1968年2月、ヤンマーディーゼル側の名称が広く認識されている事実と商標の類似は認めたが、業態として競争関係になく、消費者が混同するおそれはないとしてヤンマーディーゼル側の訴えを退けた。ヤンマーディーゼルはこれを不服として大阪高等裁判所に控訴したが、ここでも同様の判断が示され、1972年2月にイトメン側の勝訴が確定した。なお、その後イトメンは「ヤンマー」の名称の使用を取りやめている。

### 判決
判決概要（不正競争防止法判例データベース）
- 神戸地裁姫路支部
- 大阪高裁

## その他
同社のインスタント麺は、全く塩を添加しないで製麺された無塩製麺を使用している。無塩製麺が導入された商品は他商品と比べて約1グラム減塩されており、1980年から同社の主力の「チャンポンめん」を皮切りに徐々に拡大され、現在では8種類の商品に無塩製麺が導入されている。
基本的に同社の製品の販売地域は九州（鹿児島県では離島など一部地域に限る）以外の西日本に限定されており、東日本に住んでいる者は一部のチェーンを除き店頭で購入する事はほぼ出来ないが、イトメンの関連会社である播州麺本舗が行っている通信販売を利用することによって購入可能となっており、近年東日本でもサミットや東京西部を中心に店を構える三和などのスーパーマーケットで、カップの「あまくち醬油らーめん」や「山菜そば」を扱うところも出てきている。
神戸物産の業務スーパーにおいて業務スーパーブランドで販売されている、無塩製麺のインスタントラーメン、カップ麺はイトメンが製造している。
2009年6月29日の神戸新聞で、イトメンのインスタントラーメンは、タヒチで約6割のシェアをもつトップブランドであり、2008年には356万食がタヒチに輸出された、と報道された。タヒチ限定商品の「オールインワン」が主力。また、タヒチ進出より以前の1968年から香港への輸出も行っており、香港限定商品の「蟹王麺」はロングセラー商品となっている。こういった海外進出は神戸で貿易業を行っている華僑との縁がきっかけであり、日本の他メーカーよりも早い時期から海外進出を果たしている。
本社が岡山県都窪郡早島町のハローズのハローズセレクション（PB商品）のカップ麺の製造元でもある。この商品のパッケージに記載のハローズの住所は広島県福山市にある本店の住所である。
ジャスコ（現・イオン）のプライベートブランド第1号（後の「トップバリュ」）として知られる「ジェーカップ」（1974年発売）の製造元でもあった。

## 提供番組
- SUN-TVニュース（サンテレビ）
- NEWS PORT（同上）
- 天気予報（同上）